# Филиппово (Сафоновский район)

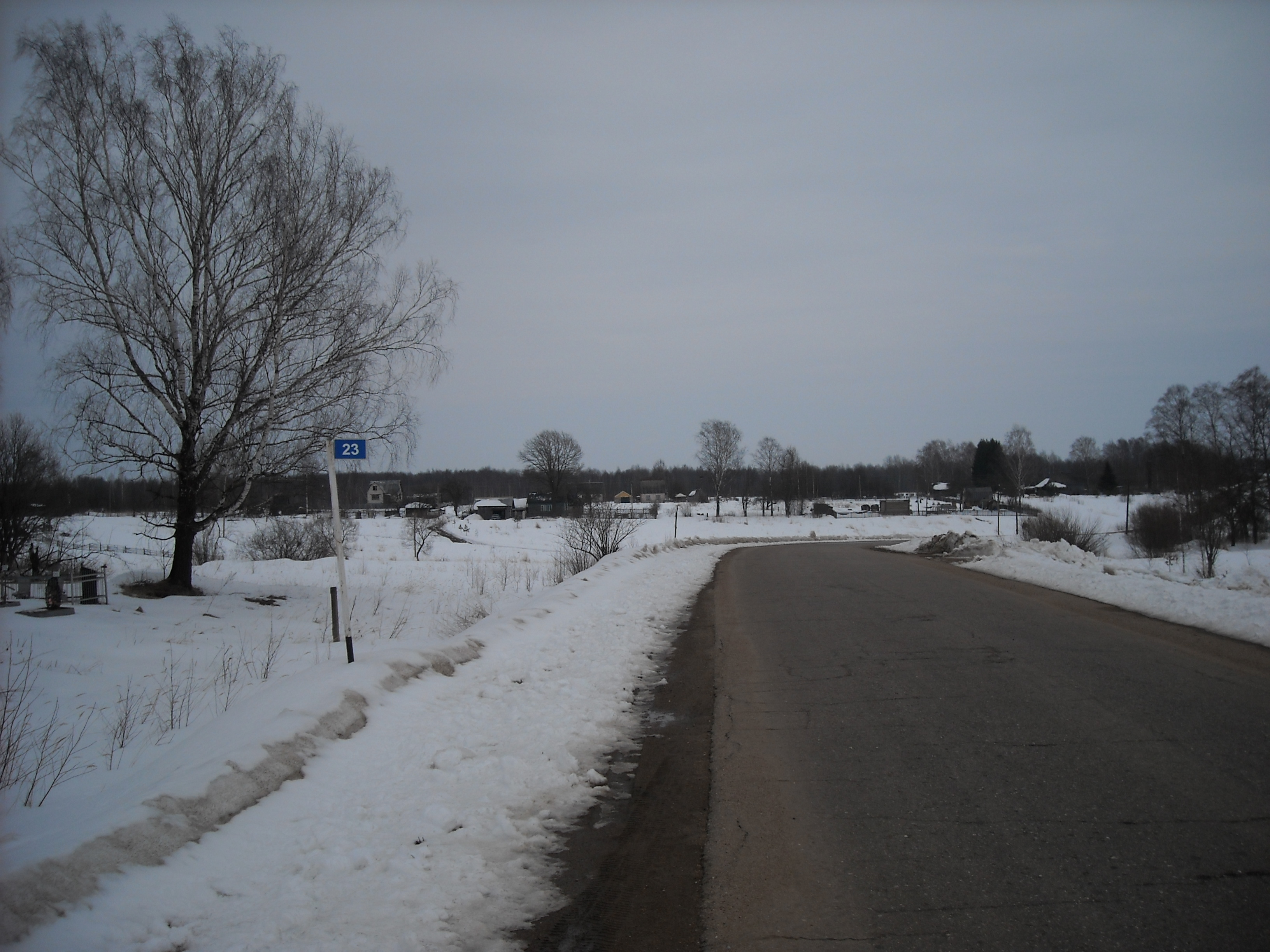
Вид на деревню с автодороги.

Фили́ппово — деревня в Смоленской области России, в Сафоновском районе. Население – 9 жителей (2007 год) . Расположена в центральной части области в 4 км к юго-востоку от города Сафонова, в 5 км южнее автодороги М1 «Беларусь». В 2 км северо-западнее от деревни железнодорожная станция Максимово	 на линии Москва — Минск. Входит в состав Пушкинского сельского поселения.

## История
В годы Великой Отечественной войны деревня была оккупирована гитлеровскими войсками в сентябре 1941 года, освобождена в 1943 году.